# Synchlora dependens
Synchlora dependens là một loài bướm đêm trong họ Geometridae.